# Адміністративний устрій Старосамбірського району
Адміністративний устрій Старосамбірського району — адміністративно-територіальний устрій Старосамбірського району Львівської області на 1 селищну громаду, 3 сільських громади, 3 міських ради, 1 селищних ради та 30 сільських рад, які об'єднують 115 населених пунктів і підпорядковані Старосамбірській районній раді. Адміністративний центр — місто Старий Самбір.

## Список ОТГ Старосамбірського району
- Воютицька сільська громада
- Міженецька сільська громада
- Нижанковицька селищна громада
- Новоміська сільська громада

## Список радСтаросамбірського району
| №  | Назва                            | Центр              | Населені пункти                                       | Площа км² | Місце за площею | Населення (2001), осіб. | Місце за населенням |
| -- | -------------------------------- | ------------------ | ----------------------------------------------------- | --------- | --------------- | ----------------------- | ------------------- |
| 1  | Добромильська міська рада        | м. Добромиль       | м. Добромиль                                          |           |                 |                         |                     |
| 2  | Старосамбірська міська рада      | м. Старий Самбір   | м. Старий Самбір                                      |           |                 |                         |                     |
| 3  | Хирівська міська рада            | м. Хирів           | м. Хирів                                              |           |                 |                         |                     |
| 4  | Старосолянська селищна рада      | смт Стара Сіль     | смт Стара Сіль с. Стара Ропа с. Тварі                 |           |                 |                         |                     |
| 5  | Білицька сільська рада           | с. Біличі          | с. Біличі                                             |           |                 |                         |                     |
| 6  | Великолінинська сільська рада    | с. Велика Лінина   | с. Велика Лінина с. Лаврів                            |           |                 |                         |                     |
| 7  | Великосільська сільська рада     | с. Великосілля     | с. Великосілля с. Потік с. Соснівка с. Тиха           |           |                 |                         |                     |
| 8  | Великосушицька сільська рада     | с. Велика Сушиця   | с. Велика Сушиця с. Буньковичі с. Заріччя             |           |                 |                         |                     |
| 9  | Верхньолужоцька сільська рада    | с. Верхній Лужок   | с. Верхній Лужок с. Бусовисько                        |           |                 |                         |                     |
| 10 | Волошинівська сільська рада      | с. Волошиново      | с. Волошиново с. Росохи                               |           |                 |                         |                     |
| 11 | Волянська сільська рада          | с. Воля            | с. Воля                                               |           |                 |                         |                     |
| 12 | Головецька сільська рада         | с. Головецько      | с. Головецько с. Бабино с. Гвоздець                   |           |                 |                         |                     |
| 13 | Грозівська сільська рада         | с. Грозьово        | с. Грозьово с. Виців                                  |           |                 |                         |                     |
| 14 | Княжпільська сільська рада       | с. Княжпіль        | с. Княжпіль с. Велике с. Кропивник с. Мігово          |           |                 |                         |                     |
| 15 | Мурованська сільська рада        | с. Муроване        | с. Муроване с. Березів с. Тарнавка с. Шумина          |           |                 |                         |                     |
| 16 | Мшанецька сільська рада          | с. Мшанець         | с. Мшанець с. Галівка с. Плоске                       |           |                 |                         |                     |
| 17 | Ріп'янська сільська рада         | с. Ріп'яна         | с. Ріп'яна с. Дністрик с. Смеречка                    |           |                 |                         |                     |
| 18 | Скелівська сільська рада         | с. Скелівка        | с. Скелівка с. Глибока с. Засадки                     |           |                 |                         |                     |
| 19 | Слохинівська сільська рада       | с. Слохині         | с. Слохині с. Городовичі с. Поляна с. Сливниця        |           |                 |                         |                     |
| 20 | Солянуватська сільська рада      | с. Солянуватка     | с. Солянуватка с. Губичі                              |           |                 |                         |                     |
| 21 | Старявська сільська рада         | с. Старява         | с. Старява с. Катина с. Лопушниця                     |           |                 |                         |                     |
| 22 | Страшевицька сільська рада       | с. Страшевичі      | с. Страшевичі с. Кобло с. Созань                      |           |                 |                         |                     |
| 23 | Стрілківська сільська рада       | с. Стрілки         | с. Стрілки с. Лопушанка-Хомина                        |           |                 |                         |                     |
| 24 | Стрільбицька сільська рада       | с. Стрільбичі      | с. Стрільбичі                                         |           |                 |                         |                     |
| 25 | Терлівська сільська рада         | с. Терло           | с. Терло с. Максимівка                                |           |                 |                         |                     |
| 26 | Тернавська сільська рада         | с. Тернава         | с. Тернава с. Поляна с. П'ятниця с. Рожеве            |           |                 |                         |                     |
| 27 | Тершівська сільська рада         | с. Тершів          | с. Тершів с. Завадка с. Спас с. Сушиця                |           |                 |                         |                     |
| 28 | Тисовицька сільська рада         | с. Тисовиця        | с. Тисовиця                                           |           |                 |                         |                     |
| 29 | Топільницька сільська рада       | с. Топільниця      | с. Топільниця с. Недільна                             |           |                 |                         |                     |
| 30 | Торчиновицька сільська рада      | с. Торчиновичі     | с. Торчиновичі с. Бачина с. Морозовичі с. Торгановичі |           |                 |                         |                     |
| 31 | Трушевицька сільська рада        | с. Трушевичі       | с. Трушевичі с. Передільниця с. Підмостичі            |           |                 |                         |                     |
| 32 | Тур'ївська сільська рада         | с. Тур'є           | с. Тур'є                                              |           |                 |                         |                     |
| 33 | Чаплівська сільська рада         | с. Чаплі           | с. Чаплі с. Гуманець с. Іванів с. Павлівка с. Райнова |           |                 |                         |                     |
| 34 | Ясениці-Замківська сільська рада | с. Ясениця-Замкова | с. Ясениця-Замкова с. Велика Волосянка                |           |                 |                         |                     |

* Примітки: м. — місто, смт — селище міського типу, с. — село, с-ще — селище